# Valérie Boyer

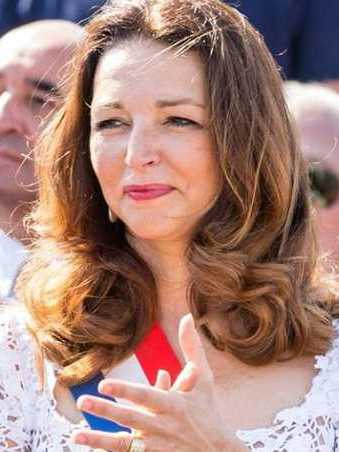
Valérie Boyer (2018)

Valérie Boyer (* 11. Juni 1962 in Bourges, Département Cher) ist eine französische Politikerin (UMP, Les Républicains). Sie war von 2007 bis 2020 Mitglied der französischen Nationalversammlung, seit 2020 ist sie Senatorin für das Département Bouches-du-Rhône.

## Leben
Sie ist die Tochter des in Algerien geborenen Gabriel Boyer und der in Tunesien geborenen Lucienne Borg. Nach dem Schulabschluss am Lycée Marcelin-Berthelot in Saint-Maur-des-Fossés, studierte sie am Institut d’études politiques d’Aix-en-Provence und schloss mit einem Diplom im Bereich Öffentlicher Dienst ab. Außerdem absolvierte sie ein Studium der Angewandten Fremdsprachen an der Universität Aix-Marseille, das sie mit einer Licence in Englisch und Spanisch abschloss. Anschließend besuchte sie die École du Louvre und schließlich das Centre national d'études supérieures de sécurité sociale (CNESSS; nationale Hochschule für Sozialversicherung). 
Nach ihrem Abschluss 1987 arbeitete Boyer bei der Rentenversicherungsanstalt Caisse nationale de l'assurance vieillesse des travailleurs salariés (CNAVTS) in Paris. Später wechselte sie zur Krankenkasse CPAM des Départements Bouches-du-Rhône in Marseille.
Valérie Boyer ist geschieden und Mutter von drei Kindern. 

## Politische Karriere
Boyers politische Karriere begann auf kommunaler Ebene. Sie wurde 2001 über die Liste des damaligen Bürgermeisters Jean-Claude Gaudin (Démocratie libérale, später UMP) in den Gemeinderat von Marseille gewählt. Zudem erhielt sie einen Sitz in der Vertretung des Gemeindeverbands Communauté urbaine Marseille Provence Métropole. Bei der Parlamentswahl 2007 trat Boyer im 8. Wahlkreis des Départements Bouches-du-Rhone gegen den sozialistischen Amtsinhaber Christophe Masse an. Sie gewann die Stichwahl knapp (50,2 zu 49,8 Prozent) und zog als Abgeordnete in die Nationalversammlung ein. Im selben Jahr wurde sie in das nationale Sekretariat (Vorstand) der UMP gewählt, wo sie für Gesundheitspolitik zuständig war. Daneben behielt sie ihr Mandat auf kommunaler Ebene (2008, 2013 und 2020 wurde sie als Gemeinderätin wiedergewählt). Von 2008 bis 2014 war sie stellvertretende Bürgermeisterin von Marseille  und Beigeordnete für Wohnungswesen.

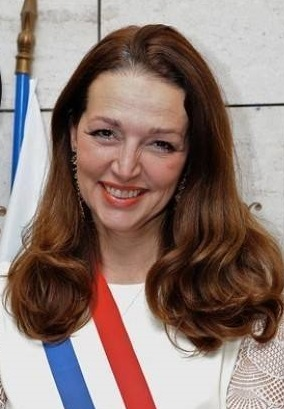
Boyer im Jahr 2014

In der Nationalversammlung reichte Boyer im Jahr einen Gesetzesentwurf ein, der die Darstellung von extrem dünnen Models in Modewerbung (als Straftatbestand „Anstiftung zur Magersucht“) mit einer Geldstrafe von bis zu 30.000 Euro ahnden soll. Nachdem sie 2011 den Gesetzesentwurf für eine Bestrafung der Leugnung des Völkermords an den Armeniern vorgelegt hatte, wurde ihre Webseite von türkischen Hackern attackiert; diese hinterließen eine Nachricht auf Englisch und Türkisch, in der Franzosen und Armenier angegriffen wurden. Darüber hinaus erhielt sie für den Gesetzesentwurf auch zahlreiche Morddrohungen, woraufhin sie Anzeige gegen Unbekannt erstattete.
Bei der Parlamentswahl 2012 wechselte Boyer in den 1. Wahlkreis von Bouches-du-Rhone, wo sie erneut im zweiten Wahlgang gegen den Sozialisten Christophe Masse gewann. Von 2014 bis 2017 amtierte sie zudem als Bezirksbürgermeisterin des VI. Sektors von Marseille (bestehend aus dem 11. und 12. Arrondissement). Unter dem Parteivorsitzenden Jean-François Copé wurde sie im Februar 2013 stellvertretende Generalsekretärin der UMP. Die Partei benannte sich 2015 in Les Républicains um. Im März 2016 reiste Boyer mit einer Gruppe von Républicains-Abgeordneten (u. a. Thierry Mariani) in das Bürgerkriegsland Syrien, wo sie den diktatorisch herrschenden Präsidenten Baschar al-Assad und den Großmufti Ahmad Badr ad-Din Hassun traf.
Bei der Vorwahl für die Präsidentschaftskandidatur der Republikaner unterstützte sie François Fillon und war Sprecherin seines parteiinternen Wahlkampfs. Nachdem sich Fillon durchgesetzt hatte, wurde Boyer auch Parteisprecherin. Bei der Parlamentswahl 2017 verteidigte Boyer ihr Abgeordnetenmandat. Seit Dezember 2017 ist sie erneut stellvertretende Generalsekretärin der Républicains, zuständig für Beziehungen zur Zivilgesellschaft. Bei der Senatswahl im September 2020 wurde Boyer als zweitplatzierte auf der Liste von Les Républicains und UDI in Bouches-du-Rhône zur Senatorin gewählt.